# Gorra

Gorra de béisbol.

La gorra (también llamada cachucha en algunos países de América, y jockey en Chile y Paraguay), es un accesorio diseñado y creado para cubrir la cabeza y proteger los ojos de la luz natural (solar) y la luz artificial (eléctrica) mediante una visera y una pieza ajustable al cráneo, que puede incluir alas laterales. También puede ser utilizada como accesorio decorativo.

## Historia

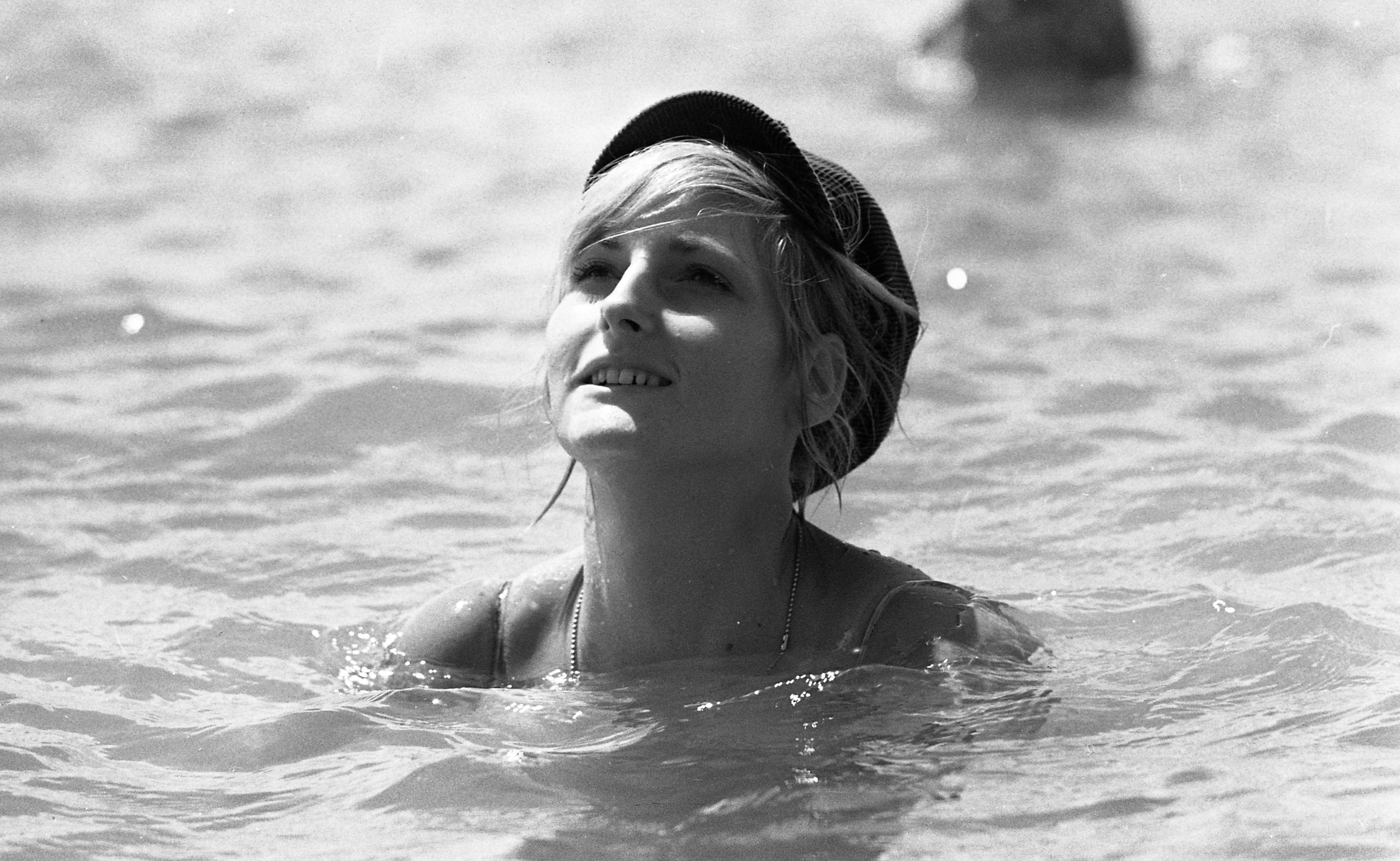
Una mujer en Israel con gorra para protegerse del sol, en 1969.

El origen de la gorra se sitúa en los imperios antiguos. Por ejemplo, en el Egipto antiguo se utilizaban diferentes tipos de tocado; en el Imperio persa y el Imperio romano surgió un tipo de accesorio para la cabeza hecha de lana y de forma cónica que tenía la punta curva, llamado gorro frigio; este accesorio fue luego conocida como la "gorra de la libertad", ya que era portada por los esclavos a los cuales se les otorgaba su libertad. En Grecia antigua fue popular la utilización de gorras como el pilleus, una gorra simple formada de una corona de lana.
La utilización de tocados, gorras y velos entre las mujeres fue popular entre los siglos XV y XIX, cuando se suponía que las mujeres debían portarlos para ocultar su cabello. Hasta el siglo XX, aproximadamente en los años 1920, los grupos de mujeres denominadas flappers comienzan a utilizar un accesorio que consistía de una corona ajustada que acentuaba sus cortes de cabello bob, en esa misma época se comienza a abandonar la utilización de sombreros de copa y los sombreros comienzan a modificarse, haciendo su corona más simple y pequeña. Las gorras también han tenido un uso militar para identificar a los grupos, la utilización de boinas militares surge en la mitad del siglo XX, precisamente en la Guerra de Vietnam.

## Tipos
La gorra se caracteriza por tener una corona (la estructura curva superior adaptada a la forma del cráneo) ajustada al cráneo y a diferencia de los sombreros convencionales no tiene alas; también puede tener visera y atarse mediante botones, lazos u otras adiciones. 
| Imagen             | Nombre                                          | Descripción |
| ------------------ | ----------------------------------------------- | --- |
|                    | Balmoral                                        | Un tipo de boina tradicional de Escocia. |
| Casquette a hélice | Beanie                                          | Es un tipo de gorra que se forma de triángulos de tela, puede o no tener una visera y característicamente se le reconoce porque es regularmente confeccionada con una hélice en el centro de la corona. |
|                    | Boina                                           | Es un tipo de gorra redonda de corona plana, utilizada frecuentemente como parte del uniforme militar y que cubre únicamente el cuero cabelludo. |
|                    | Cap of Maintenance                              | Una gorra de piel de armiño utilizada por la nobleza británica. |
|                    | Casquette                                       | El casquette (francés para gorra) es una gorra común entre ciclistas con una visera muy pequeña. |
|                    | Caubeen                                         | Un tipo de boina utilizada por la armada británica. |
|                    | Coonskin cap o gorra de mapache                 | Gorra estadounidense del siglo XVIII confeccionada con piel de mapache. |
|                    | Gorra Ascot                                     | Es un tipo de gorra similar a la gorra plana que tiene una superficie redonda, regularmente se fabrica con fieltro. |
|                    | Gorra de Ávila                                  | Una gorra de paja de centeno usada por las mujeres en la provincia de Ávila, España. |
|                    | Gorra de béisbol                                | Este tipo de gorra tiene una visera frontal, y muestra logos de equipos de béisbol. |
|                    | Gorra de campo                                  | Un tipo de gorra plegable, regularmente confeccionada con camuflaje. |
|                    | Gorra de cricket                                | Una gorra pequeña y plana utilizada para practicar cricket. |
|                    | Gorra de plato                                  | Una gorra de corona plana que tiene una visera, es regularmente utilizada por militares y cuerpos policiales. |
|                    | Gorra Gatsby o Gorra del niño de los periódicos | Es un tipo de gorra abombada de lana con una visera dura, relacionada con las gorras utilizadas por niños de Estados Unidos durante la primera mitad del siglo XX. |
|                    | Gorra militar de servicio de campo              | Un tipo de gorra pequeña y plegable utilizada por miembros del ejército en ceremonias formales. |
|                    | Gorra plana                                     | Una gorra de lana de superficie plana. También puede ser de lana y algodón en distintas proporciones. Muy utilizada en el ámbito rural español e inglés. También se le relacionaba con la clase trabajadora en general. En Madrid, la gorra plana del traje típico se denomina parpusa.                                                            |
|                    | Gorra trucker o camionero                       | Un tipo de gorra de béisbol con un frente de espuma y una red que permite la respiración de la parte trasera de la cabeza. |
|                    | Pakul                                           | Un sombrero flexible tradicional en Afganistán y Pakistán. |
|                    | Quepis                                          | Un tipo de gorra militar cilíndrico con una visera, utilizada por el ejército francés. |
|                    | Rastacap                                        | Una gorra abombada diseñada para manejar las rastas, utilizada por miembros del movimiento Rastafari. |
|                    | Šajkača                                         | Una gorra tradicional de Serbia. |
|                    | Snapback                                        | Tipo de gorra que se caracteriza por la apertura de atrás que permite su adaptación a la cabeza. Normalmente la parte inferior de la visera es verde. Se hicieron famosas en los años 89 y 90 por el merchandising de los equipos de baloncesto, hockey…Actualmente se han adaptado a la moda de las gorras de béisbol adoptando una visera plana. |
|                    | Student cap                                     | Una gorra utilizada antiguamente en los colegios militares y academias de Europa. |
|                    | Tam o' Shanter                                  | Una boina tradicional de Escocia, normalmente confeccionada en tartán. |
|                    | Deerstalker                                     | Una gorra de caza asociada con Sherlock Holmes. |
|                    | Ushanka                                         | Una gorra rusa de pelaje que tiene "orejas" o alas laterales. |